# Careproctus longifilis
Careproctus longifilis és una espècie de peix pertanyent a la família dels lipàrids.

## Descripció
- El mascle fa 12,6 cm de llargària màxima i la femella 16,2.[5][6]

## Hàbitat
És un peix marí i batidemersal que viu entre 1.900 i 3.334 m de fondària.

## Distribució geogràfica
Es troba al Pacífic oriental: Oregon (els Estats Units) i Panamà.

## Observacions
És inofensiu per als humans.